# Списък на политическите партии в Канада
Канада има многопартийна система.

## Парламентарно представени партии
| Партия                         | Места в Камарата на представителите (2015) | Идеология           |
| ------------------------------ | ------------------------------------------ | ------------------- |
| Либерална партия на Канада     | 184                                        | Либерализъм         |
| Консервативна партия на Канада | 99                                         | Консерватизъм       |
| Нова демократическа партия     | 44                                         | Социалдемокрация    |
| Квебекски блок                 | 10                                         | Малцинствена партия |
| Зелена партия на Канада        | 1                                          | Зелена политика     |